# Вулиця Паторжинського (Дніпро)
Вулиця Паторжинського — вулиця на Горі у Соборному районі міста Дніпро. Названа на честь українського радянського оперного співака Івана Паторжинського, що здобув освіту у Катеринославській духовній семінарії та Катеринославській консерваторії.
Від проспекту Науки йде на північний захід до межі з Соборного з Шевченківським адміністративними районами міста у Виконкомівської вулиці, переходячи у Старокозацьку вулицю. За проспектом Науки розташовано вулицю Академіка Черкмарьова
Вулиця пряма; від проспекту Науки до вулиці Левка Лук'яненка — без ухилу; далі спускається з Гори на північний захід у долину річок Жабокряч й Половиця.
Довжина вулиці — 1300 м.

## Історія

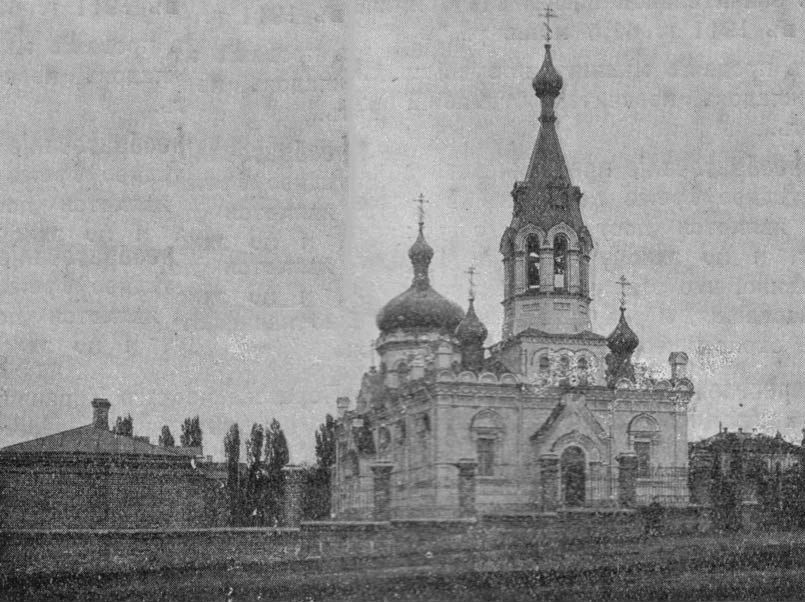
Хрестовоздвиженський військовий собор. Тепер прихований гуртожинком № 3 ПДАБА. Світлина фокусно перегорнута зліва направо.

Катеринославська назва вулиці до радянського перейменування — Нагірна.
Між вулицями Левка Лук'яненка й Володимира Моссаковського з південної сторони до вулиці Архітектора Олега Петрова існувала площа Абрамовича. На площі, ближче до Нагірної вулиці височів військовий Хрестовоздвиженський собор (1911), закритий нині гуртожитком №3 ПДАБА.  Будівельний інститут використовував колишній храм як спортзал. Квартал площі забудовано 1930 року під Дніпропетровський будівельний інститут.
З радянських часів до 1997 року на вулиці Паторжинського між перехрестями з вулицею Довга балка та Південним провулком розташовувалася «Яма», або офіційно Пивбар № 104, де пили пиво студенти ВУЗів та місцеві п'яниці.

## Перехресні вулиці
- проспект Науки,
- вулиця Писаржевського,
- вулиця Гончара,
- вулиця Левка Лук'яненка,
- вулиця Моссаковського,
- вулиця Гоголя,
- провулок Шевченка,
- вулиця Довга балка,
- Південна вулиця,
- Південний провулок,
- Виконкомівська вулиця.

## Будівлі

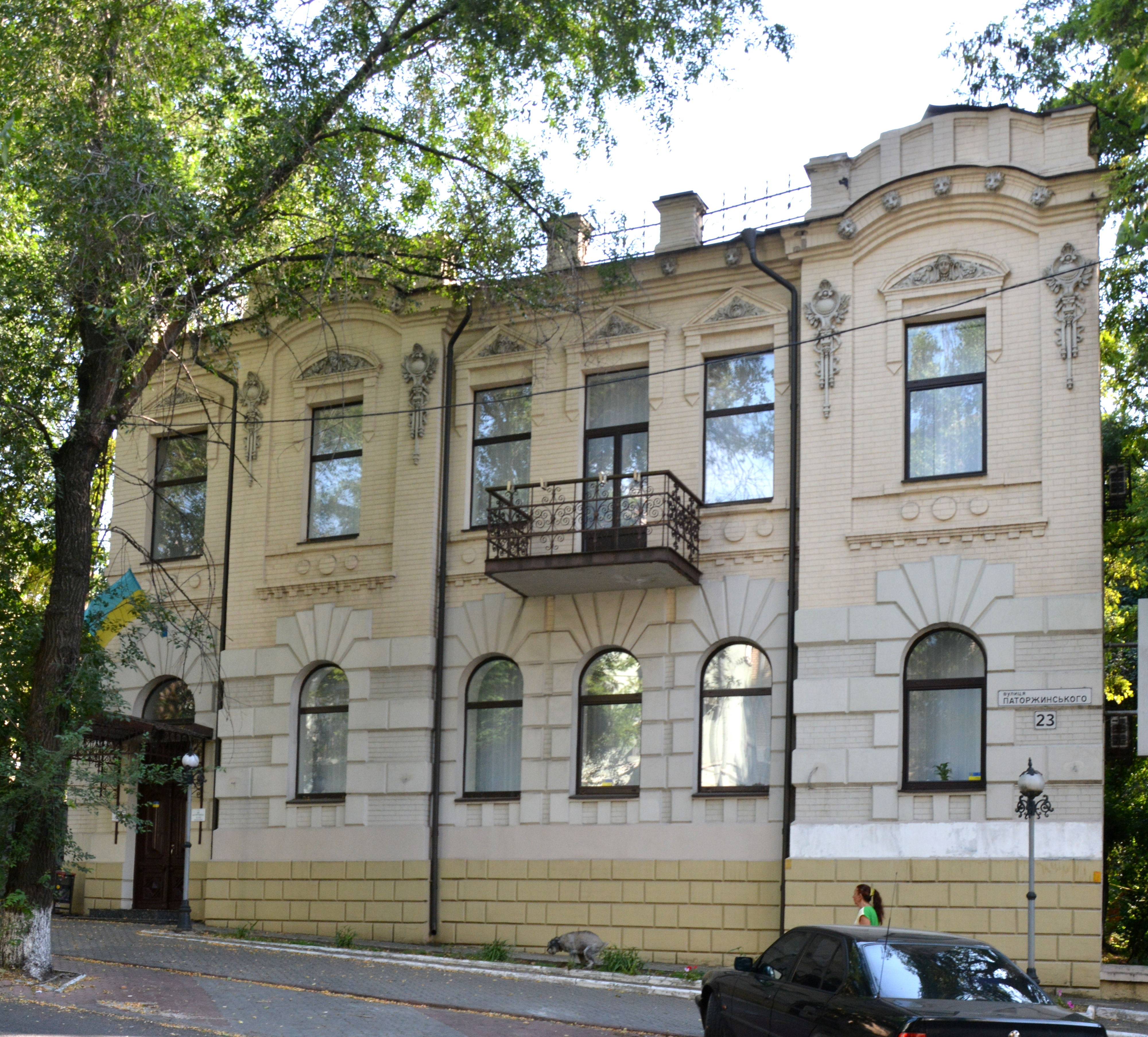
Маєток катеринославської доби. Вулиця Паторжинського, 23.

На початку вулиці будівлі, що не мають адреси на Паторжинській: зліва Дніпровського Хіміко-технологічного університету й справа — Національної Металургійної академії та Науково-дослідного трубного інституту.
- № 11а — гуртожиток № 3 Будівельного факультету ПДАБА;
- № 13а — Дніпровський регіональний психологічний медико-педагогічний центр;
- № 18а — у дворі Соборний районний суд міста Дніпро;
- № 23 — пам'ятка архітектури; маєток катеринославської доби.